# Animale piscivore
Piscivorele sunt animale carnivore care se hrănesc în principal cu pești. Piscivorele de obicei sunt animale acvatice sau semiacvatice.